# Saint-Mamert-du-Gard
Saint-Mamert-du-Gard là một xã ở tỉnh Gard. Xã này có diện tích 14,35 kilômét vuông, dân số năm 1999 là 1215 người. Khu vực này có độ cao trung bình 100 mét trên mực nước biển.